# 香取神社 (流山市小屋)
香取神社（かとりじんじゃ）は千葉県流山市の神社。

## 概略と沿革
創建年代は不明である。ただし源頼朝が安達盛長に命じて祈願させたことから、少なくとも鎌倉時代初期までには、既に存在していた。
その後、小金城城主だった高城氏の当主も度々参拝して、武運長久を祈ったという。
かつては祭の度に、神輿が周辺地域を巡回していたが、戦後間もなく壊してしまい、当時の社会・経済状況もあって修理費用も工面できなかったため、現在は飾られるだけとなっている。

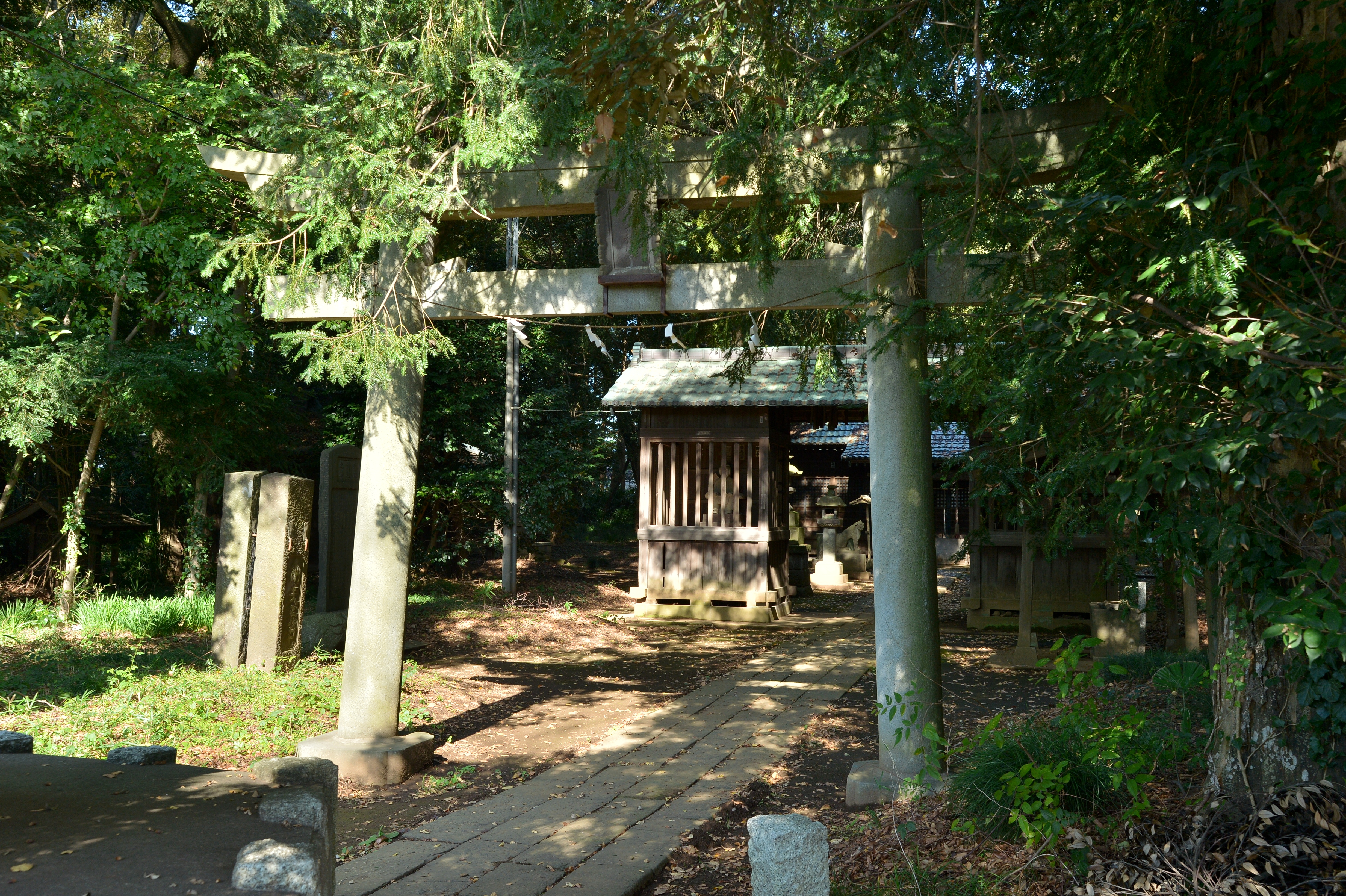
鳥居
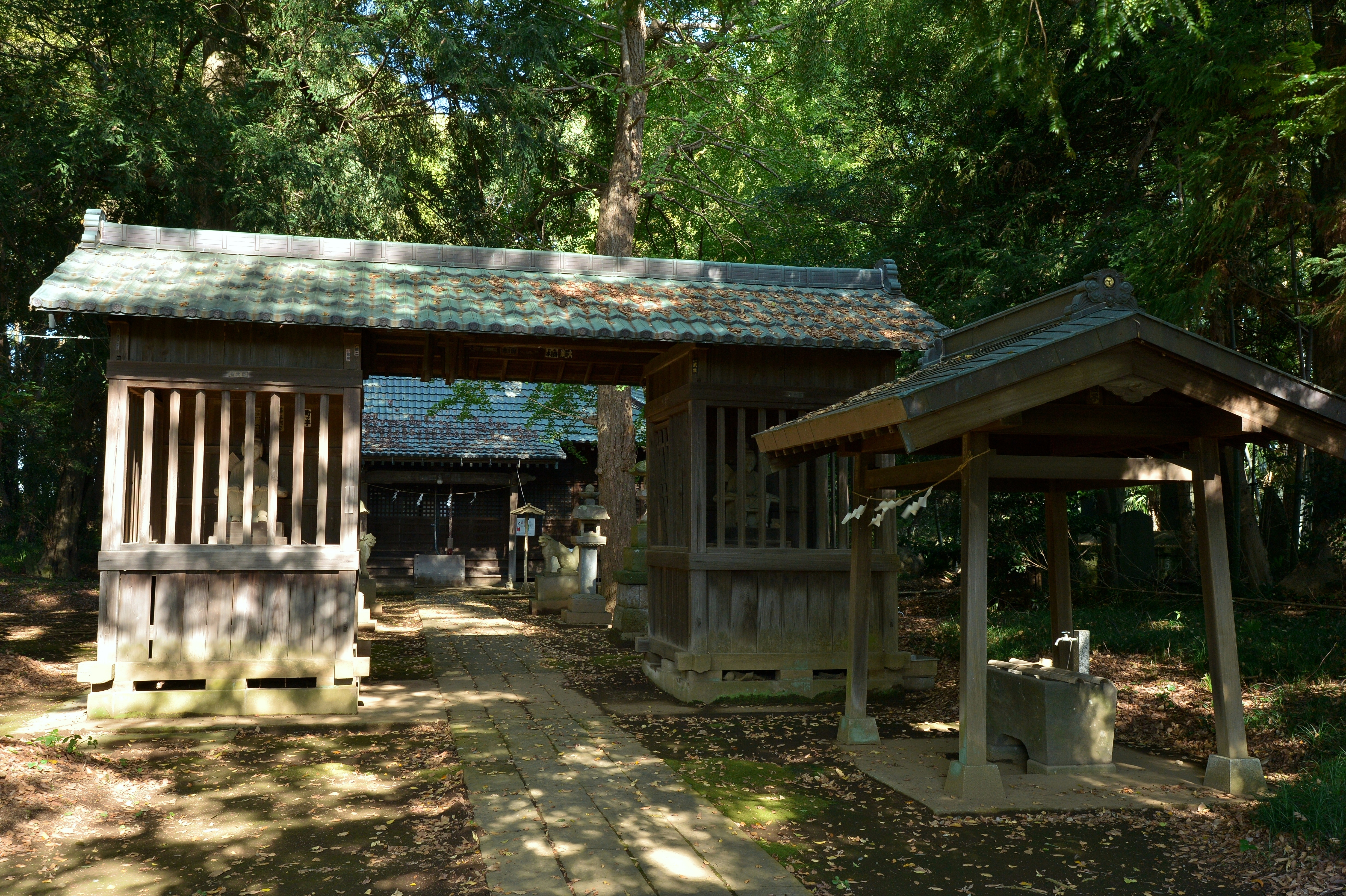
随神門（ずいじんもん）
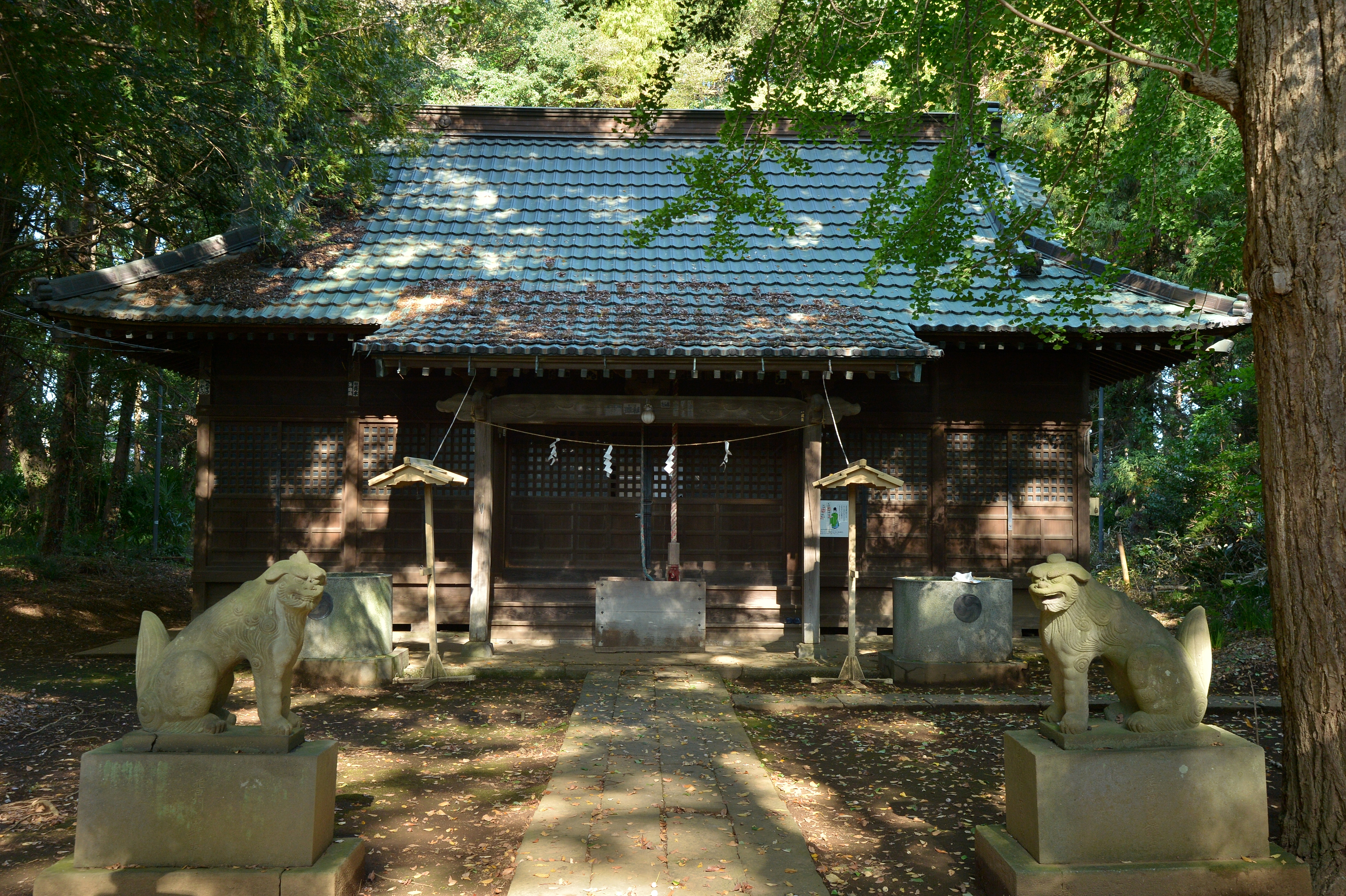
拝殿
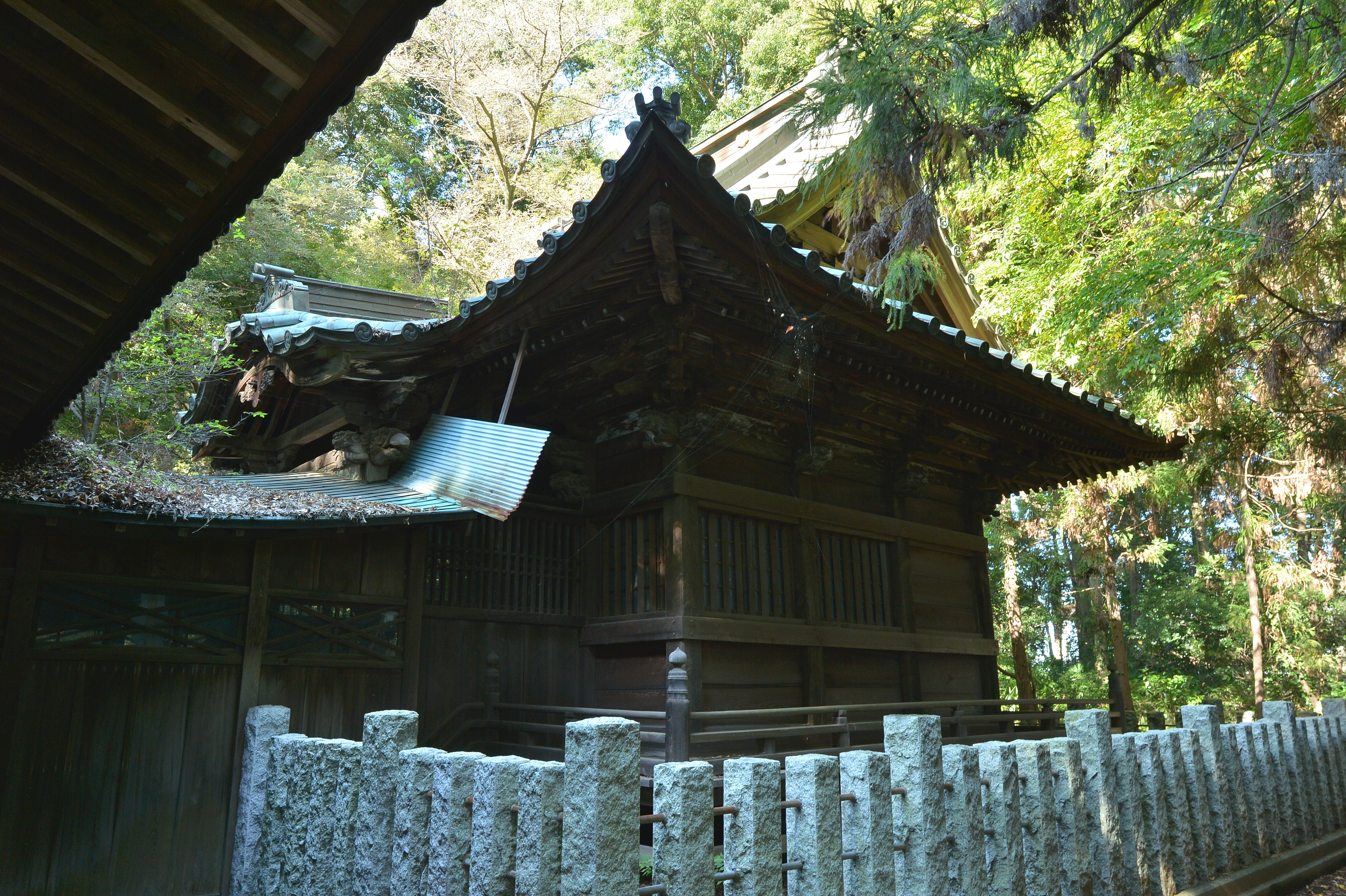
本殿
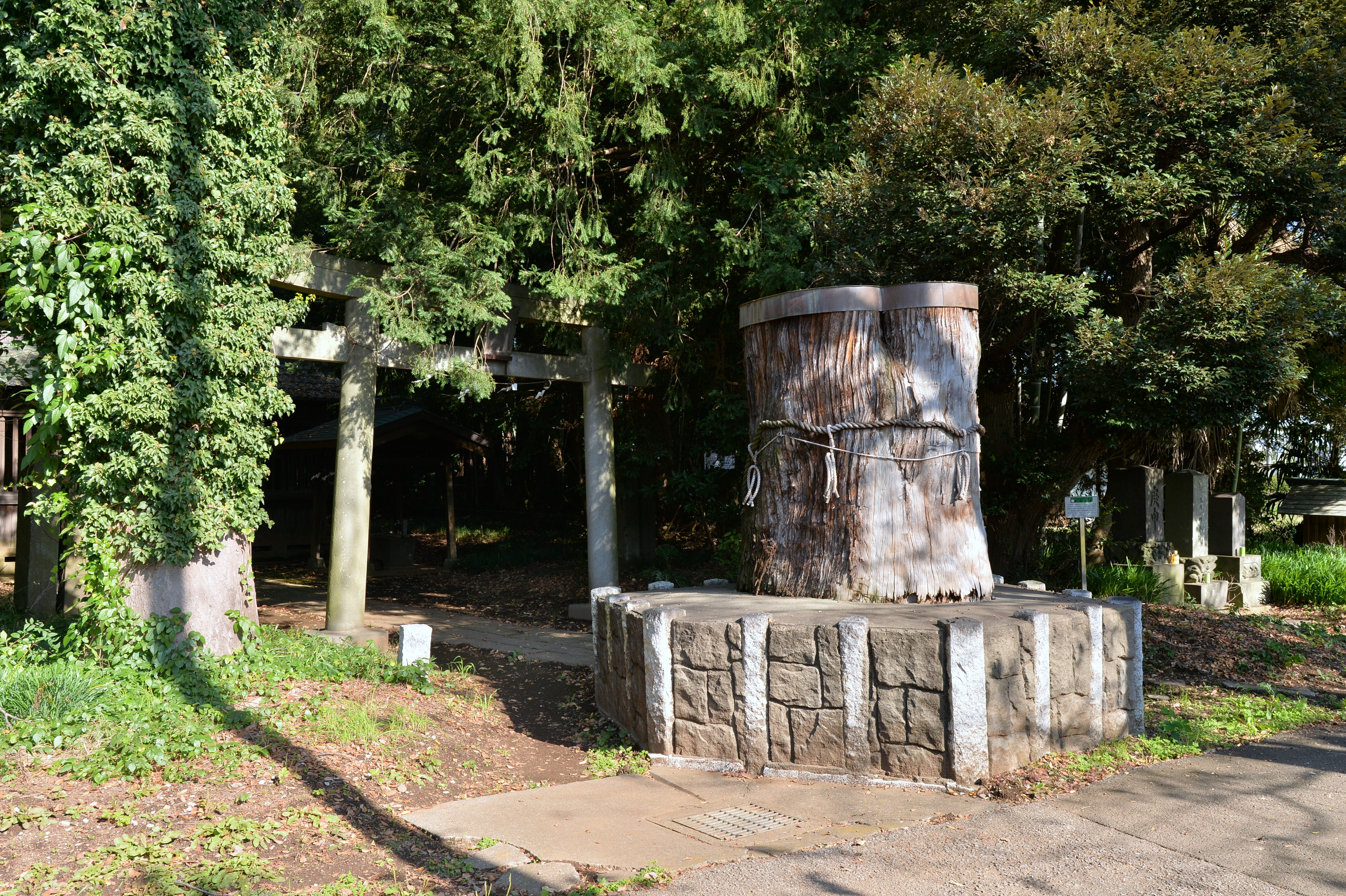
入口にある神木

## 交通アクセス
- 京成バス香取神社バス停留所で下車。